# Herberto I de Vermandois
Herberto I de Vermandois (850 - c. 900 ou 907) foi senhor de Senlis, de Péronne e de Saint-Quentin, Conde de Soissons, conde de Vermandois e Meaux de 896 até á sua morte. 
Ele aparece em 877 na corte do Rei Carlos II de França "o Calvo" (13 de junho de 823 - 6 de outubro de 877) e é mencionado em 889 como um dos vassalos do Rei Odo I de Paris (852 - 3 de janeiro de 898). Ele tornou-se conde de Vermandois em 896, sucedendo Teodorico, membro da dinastia nibelúngida que foi provavelmente seu avô materno. Nos anos seguintes, ele herda vários municípios (Soissons, Meaux e Vexin), mantidos pela dinastia nibelúngida. Este conjunto territorial forma um exército que em 890 marchará na luta contra os normandos.

## Relações familiares
Ele foi filho de Pepino de Vermandois (815 - c. 878), neto de Bernardo de Itália, rei da Itália. Embora a história não tenha registado com precisão o nome da esposa, geralmente é-lhe atribuída um casamento com Berta de Morvois, com que teve:
1. Herberto II de Vermandois (c. 880-943) casado com Luitegarda de França (885 - 931) filha do rei Roberto I de França (865 - 15 de Junho de 923) e de Adélia de Perthois.
2. Beatriz de Vermandois (c. 880-931), casou com o rei Roberto I de França.
3. Cunigunda de Vermandois (? - 943) casada com Odão I de Wetterau, conde de Wetterau.
4. Adele de Vermandois casou com Gebardo Conradino de Ufgau.
5. Berengária de Vermandois, avó de Conan I da Bretanha (927 - 27 de junho de 992).